# Seznam ulic v Brně-městě
Seznam ulic v Brně-městě uvádí přehled ulic a veřejných prostranství na území evidenční části obce Brno-město v Brně, která je územně totožná s katastrálním územím Město Brno a tvoří část městské části Brno-střed.

## Seznam
| Název                   | Pojmenováno po                                          | Souřadnice                       | Obrázek | Commons                     | RÚIAN   | Mapy.cz         |
| ----------------------- | ------------------------------------------------------- | -------------------------------- | ------- | --------------------------- | ------- | --------------- |
| Bašty                   | městské opevnění v Brně                                 | 49°11′27″ s. š., 16°36′37″ v. d. |         | Bašty (Brno)                | 21130   | stre&id=78959   |
| Beethovenova            | Ludwig van Beethoven                                    | 49°11′47″ s. š., 16°36′36″ v. d. |         | Beethovenova (Brno)         | 21181   | stre&id=78964   |
| Benešova                | Edvard Beneš                                            | 49°11′35″ s. š., 16°36′49″ v. d. |         | Benešova (Brno)             | 33529   | stre&id=80192   |
| Besední                 | Besední dům                                             | 49°11′45″ s. š., 16°36′17″ v. d. |         | Besední (Brno)              | 21245   | stre&id=78970   |
| Biskupská               | biskupská rezidence na Petrově                          | 49°11′31″ s. š., 16°36′22″ v. d. |         | Biskupská (Brno)            | 21342   | stre&id=78980   |
| Brandlova               | Vincenc Brandl                                          | 49°11′54″ s. š., 16°36′18″ v. d. |         | Brandlova (Brno)            | 35980   | stre&id=80438   |
| Běhounská               | Rýn                                                     | 49°11′47″ s. š., 16°36′33″ v. d. |         | Běhounská (Brno)            | 21270   | stre&id=78973   |
| Denisovy sady           | Ernest Denis                                            | 49°11′27″ s. š., 16°36′21″ v. d. |         | Denisovy sady (Brno)        | 36021   | base&id=1888402 |
| Divadelní               | Mahenovo divadlo                                        | 49°11′42″ s. š., 16°36′50″ v. d. |         | Divadelní (Brno)            | 22683   | stre&id=79112   |
| Dominikánská            | dominikánský klášter                                    | 49°11′36″ s. š., 16°36′23″ v. d. |         | Dominikánská (Brno)         | 22802   | stre&id=79125   |
| Dominikánské náměstí    | dominikánský klášter                                    | 49°11′38″ s. š., 16°36′24″ v. d. |         | Dominikánské náměstí (Brno) | 22829   | stre&id=79127   |
| Dvořákova               | Antonín Dvořák                                          | 49°11′46″ s. š., 16°36′42″ v. d. |         | Dvořákova (Brno)            | 23043   | stre&id=79149   |
| Františkánská           | klášter františkánů                                     | 49°11′33″ s. š., 16°36′41″ v. d. |         | Františkánská (Brno)        | 23370   | stre&id=79181   |
| Gorazdova               | Svatý Gorazd II.                                        | 49°11′48″ s. š., 16°35′45″ v. d. |         | Gorazdova (Brno)            | 23566   | stre&id=79200   |
| Hlídka                  | stráž                                                   | 49°11′37″ s. š., 16°36′6″ v. d.  |         | Hlídka (Brno)               | 24058   | stre&id=79249   |
| Husova                  | Jan Hus                                                 | 49°11′25″ s. š., 16°36′21″ v. d. |         | Husova (Brno)               | 24457   | stre&id=79289   |
| Hybešova                | Josef Hybeš                                             | 49°11′21″ s. š., 16°36′9″ v. d.  |         | Hybešova (Brno)             | 24511   | stre&id=79295   |
| Jakubská                | kostel svatého Jakuba Staršího                          | 49°11′47″ s. š., 16°36′25″ v. d. |         | Jakubská (Brno)             | 24597   | stre&id=79303   |
| Jakubské náměstí        | kostel svatého Jakuba Staršího                          | 49°11′47″ s. š., 16°36′28″ v. d. |         | Jakubské náměstí (Brno)     | 24945   | stre&id=79338   |
| Jezuitská               | kostel Nanebevzetí Panny Marie                          | 49°11′49″ s. š., 16°36′38″ v. d. |         | Jezuitská (Brno)            | 24902   | stre&id=79334   |
| Josefská                | kostel svatého Josefa                                   | 49°11′32″ s. š., 16°36′45″ v. d. |         | Josefská (Brno)             | 25062   | stre&id=79350   |
| Joštova                 | Jošt Moravský                                           | 49°11′51″ s. š., 16°36′19″ v. d. |         | Joštova (Brno)              | 25089   | stre&id=79352   |
| Jánská                  | kostel svatého Jana Křtitele a svatého Jana Evangelisty | 49°11′41″ s. š., 16°36′39″ v. d. |         | Jánská (Brno)               | 24783   | stre&id=79322   |
| Kapucínské náměstí      | kapucínský klášter v Brně                               | 49°11′30″ s. š., 16°36′35″ v. d. |         | Kapucínské náměstí (Brno)   | 25518   | stre&id=79395   |
| Kobližná                |                                                         | 49°11′43″ s. š., 16°36′39″ v. d. |         | Kobližná (Brno)             | 25739   | stre&id=79417   |
| Koliště                 | glacis                                                  | 49°11′58″ s. š., 16°36′40″ v. d. |         | Koliště (Brno)              | 25828   | stre&id=79426   |
| Komenského náměstí      | Jan Amos Komenský                                       | 49°11′50″ s. š., 16°36′12″ v. d. |         | Komenského náměstí (Brno)   | 26034   | stre&id=79447   |
| Kozí                    |                                                         | 49°11′45″ s. š., 16°36′34″ v. d. |         | Kozí (Brno)                 | 26247   | stre&id=79469   |
| Květinářská             | květinářství                                            | 49°11′32″ s. š., 16°36′35″ v. d. |         | Květinářská (Brno)          | 26794   | stre&id=79524   |
| Křenová                 | Křenová                                                 | 49°11′28″ s. š., 16°37′20″ v. d. |         | Křenová (Brno)              | 26492   | stre&id=79494   |
| Malinovského náměstí    | Rodion Jakovlevič Malinovskij                           | 49°11′45″ s. š., 16°36′50″ v. d. |         | Malinovského náměstí (Brno) | 28339   | stre&id=79677   |
| Marešova                | František Mareš                                         | 49°11′51″ s. š., 16°36′7″ v. d.  |         | Marešova (Brno)             | 27430   | stre&id=79588   |
| Masarykova              | Tomáš Garrigue Masaryk                                  | 49°11′36″ s. š., 16°36′35″ v. d. |         | Masarykova (Brno)           | 27596   | stre&id=79604   |
| Mečová                  | zbrojnice                                               | 49°11′35″ s. š., 16°36′28″ v. d. |         | Mečová (Brno)               | 27758   | stre&id=79620   |
| Minoritská              | klášter minoritů                                        | 49°11′38″ s. š., 16°36′40″ v. d. |         | Minoritská (Brno)           | 27979   | stre&id=79642   |
| Moravské náměstí        | Morava                                                  | 49°11′56″ s. š., 16°36′24″ v. d. |         | Moravské náměstí (Brno)     | 28533   | stre&id=79696   |
| Mozartova               | Wolfgang Amadeus Mozart                                 | 49°11′48″ s. š., 16°36′40″ v. d. |         | Mozartova (Brno)            | 28177   | stre&id=79661   |
| Muzejní                 | Moravské zemské muzeum                                  | 49°11′30″ s. š., 16°36′32″ v. d. |         | Muzejní (Brno)              | 28223   | stre&id=79666   |
| Měnínská                | Měnínská brána                                          | 49°11′41″ s. š., 16°36′45″ v. d. |         | Měnínská (Brno)             | 27880   | stre&id=79633   |
| Novobranská             |                                                         | 49°11′35″ s. š., 16°36′47″ v. d. |         | Novobranská (Brno)          | 28886   | stre&id=79731   |
| Nádražní                | Brno hlavní nádraží                                     | 49°11′27″ s. š., 16°36′41″ v. d. |         | Nádražní (Brno)             | 33081   | stre&id=80148   |
| Opletalova              | Jan Opletal                                             | 49°11′49″ s. š., 16°36′17″ v. d. |         | Opletalova (Brno)           | 29149   | stre&id=79757   |
| Orlí                    |                                                         | 49°11′37″ s. š., 16°36′41″ v. d. |         | Orlí (Brno)                 | 29173   | stre&id=79760   |
| Panenská                |                                                         | 49°11′40″ s. š., 16°36′21″ v. d. |         | Panenská (Brno)             | 36510   | stre&id=80490   |
| Panská                  | mincovna                                                | 49°11′37″ s. š., 16°36′30″ v. d. |         | Panská (Brno)               | 29378   | stre&id=79780   |
| Pellicova               | Silvio Pellico                                          | 49°11′33″ s. š., 16°35′55″ v. d. |         | Pellicova                   | 29475   | stre&id=79790   |
| Peroutková              | ptačí křídlo                                            | 49°11′32″ s. š., 16°36′27″ v. d. |         | Peroutková (Brno)           | 36544   | stre&id=80493   |
| Petrov                  | katedrála svatého Petra a Pavla                         | 49°11′29″ s. š., 16°36′26″ v. d. |         | Petrov (street, Brno)       | 29513   | stre&id=79794   |
| Petrská                 | katedrála svatého Petra a Pavla                         | 49°11′30″ s. š., 16°36′27″ v. d. |         | Petrská (Brno)              | 36561   | stre&id=80495   |
| Pohořelec               |                                                         | 49°11′43″ s. š., 16°36′43″ v. d. |         | Pohořelec (Brno)            | 36684   | stre&id=80507   |
| Poštovská               | hlavní pošta                                            | 49°11′41″ s. š., 16°36′36″ v. d. |         | Poštovská (Brno)            | 30112   | stre&id=79853   |
| Průchodní               | místo                                                   | 49°11′36″ s. š., 16°36′33″ v. d. |         | Průchodní (Brno)            | 30350   | stre&id=79877   |
| Radnická                | Stará radnice                                           | 49°11′35″ s. š., 16°36′32″ v. d. |         | Radnická (Brno)             | 30635   | stre&id=79905   |
| Rašínova                | Alois Rašín                                             | 49°11′46″ s. š., 16°36′28″ v. d. |         | Rašínova (Brno)             | 33910   | stre&id=80231   |
| Rooseveltova            | Franklin Delano Roosevelt                               | 49°11′51″ s. š., 16°36′41″ v. d. |         | Rooseveltova (Brno)         | 30911   | stre&id=79933   |
| Skrytá                  | místo                                                   | 49°11′45″ s. š., 16°36′22″ v. d. |         | Skrytá (Brno)               | 31585   | stre&id=79999   |
| Solniční                | solnice                                                 | 49°11′49″ s. š., 16°36′22″ v. d. |         | Solniční (Brno)             | 31950   | stre&id=80036   |
| Starobrněnská           | Staré Brno                                              | 49°11′33″ s. š., 16°36′25″ v. d. |         | Starobrněnská (Brno)        | 32166   | stre&id=80057   |
| Středova                | Martin Středa                                           | 49°11′43″ s. š., 16°36′24″ v. d. |         | Středova (Brno)             | 32336   | stre&id=80074   |
| Sukova                  | Josef Suk                                               | 49°11′45″ s. š., 16°36′45″ v. d. |         | Sukova (Brno)               | 32409   | stre&id=80081   |
| Ulička Václava Havla    | Václav Havel                                            | 49°11′29″ s. š., 16°36′29″ v. d. |         | Ulička Václava Havla (Brno) | 1155661 | stre&id=5185200 |
| Vachova                 | Ferdinand Vach                                          | 49°11′45″ s. š., 16°36′42″ v. d. |         | Vachova (Brno)              | 34185   | stre&id=80258   |
| Veselá                  | obchodník                                               | 49°11′43″ s. š., 16°36′22″ v. d. |         | Veselá (Brno)               | 34452   | stre&id=80285   |
| Za divadlem             | Mahenovo divadlo                                        | 49°11′48″ s. š., 16°36′49″ v. d. |         | Za divadlem (Brno)          | 35238   | stre&id=80363   |
| Zelný trh               | zelenina                                                | 49°11′33″ s. š., 16°36′32″ v. d. |         | Zelný trh (Brno)            | 35602   | stre&id=80400   |
| Zámečnická              | zámečník                                                | 49°11′40″ s. š., 16°36′27″ v. d. |         | Zámečnická (Brno)           | 35459   | stre&id=80385   |
| náměstí Ludvíka Kundery | Ludvík Kundera                                          | 49°11′45″ s. š., 16°36′19″ v. d. |         | Náměstí Ludvíka Kundery     | 2680831 | stre&id=5197362 |
| náměstí Svobody         | svoboda                                                 | 49°11′42″ s. š., 16°36′30″ v. d. |         | Náměstí Svobody (Brno)      | 28631   | stre&id=79706   |
| Údolní                  | údolí                                                   | 49°11′57″ s. š., 16°35′14″ v. d. |         | Údolní (Brno)               | 34053   | stre&id=80245   |
| Úvoz                    | Špilberk                                                | 49°11′40″ s. š., 16°35′42″ v. d. |         | Úvoz (Brno)                 | 34118   | stre&id=80251   |
| Česká                   | Češi                                                    | 49°11′46″ s. š., 16°36′23″ v. d. |         | Česká (Brno)                | 22551   | stre&id=79100   |
| Šilingrovo náměstí      | Tomáš Eduard Šilinger                                   | 49°11′33″ s. š., 16°36′20″ v. d. |         | Šilingrovo náměstí (Brno)   | 33898   | stre&id=80229   |
| Špilberk                | Špilberk                                                | 49°11′41″ s. š., 16°35′53″ v. d. |         | Špilberk (street in Brno)   | 36935   | stre&id=80532   |
| Žerotínovo náměstí      | Karel starší ze Žerotína                                | 49°11′55″ s. š., 16°36′16″ v. d. |         | Žerotínovo náměstí (Brno)   | 35831   | stre&id=80423   |